# Романович-Славатинський Олександр Васильович
Олександр Васильович Романович-Славатинський (15 липня 1832—20 вересня 1910) — історик права родом з Переяславщини. З 1856 — професор державного права Київського університету. Дружина — співачка Наталія Іскра.

## Праці
- «Дворянство в России от начала 18 ст. до отмены крепостного права» (1870)
- «Жизнь и деятельность Н. Д. Иванишева» (1876)
- «Система русского государственного права в его историко-догматическом развитии сравнительно с государственным правом Западной Европы» (ч. І, 1886)
- спогади «Моя жизнь и академическая деятельность. 1832-84. Воспоминания и заметки» («Вестник Европы», 1903, І — VI).